# Emile Delperée

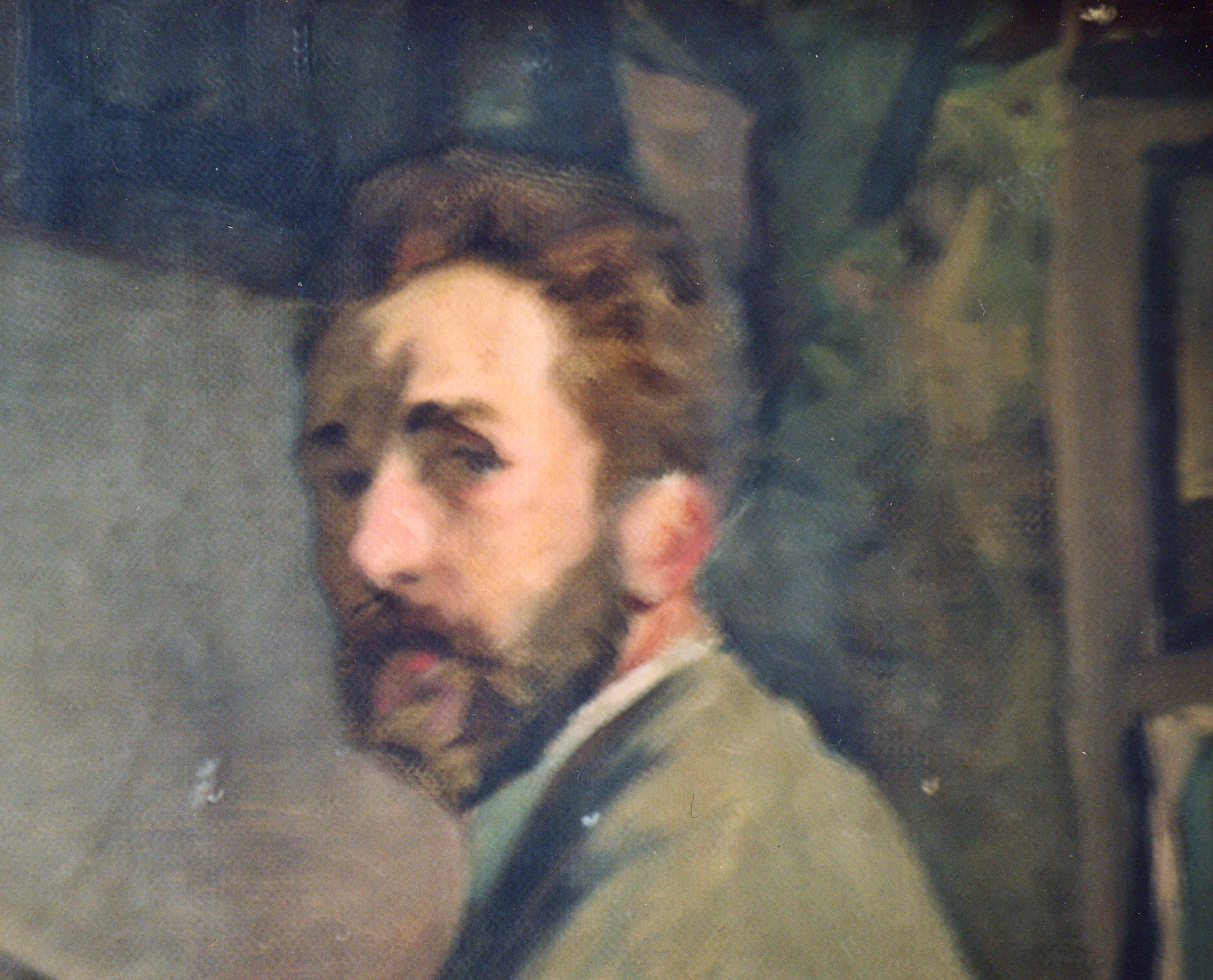
Zelfportret van Emile Delperée

Emile Delperée (Hoei, 15 september 1850 - Esneux, 9 november 1896) was een Belgisch kunstschilder gespecialiseerd in historische taferelen, portretten en genrestukken.
De naam Delperée kreeg hij in 1857 van zijn adoptievader, François Delperée. Voor het overlijden van zijn natuurlijke ouders was zijn naam Emile Daxhelet.
Zijn vorming kreeg hij in de académie des beaux-arts de Liège waar hij leerling was van Charles Soubre en Auguste Chauvin. In 1885 werd hij in diezelfde academie zelf tot leraar aangesteld.
Hij was de echtgenoot van de dochter van zijn leermeester, Eugénie Soubre, waarmee hij één zoon kreeg.

## Oeuvre
- 1875: La Sérénade, privécollectie.
- 1876: Interdiction des processions jubilaires, in het Museum voor Schone Kunsten, te Luik.
- 1877: Les députés Gantois attendant Charles le Téméraire, in het Museum voor Schone Kunsten (Luik).
- 1878: Luther a la Diète de Worms, in Museum M, te Leuven
- 1880: Le prieur du couvent de Yuste et Charles-Quint, in het Broelmuseum te Kortrijk.
- 1880: Députation des dames belges offrant un diadème à la reine, in het Museum voor Schone Kunsten (Luik)
- 1884: Portret van professor Eugène Catalan, in de kunstcollectie van de Universiteit van Luik.
- 1884: Portret van professor Lucien-Louis de Koninck, in de kunstcollectie van de Universiteit van Luik.
- 1886: Decoratie van het gerechtsgebouw te Luik.
- 1886: Portret van Charles Soubre, Museum van Hoei
- 1886: Portret du professeur Adolphe Wasseige, recteur de l'Université, in de kunstcollectie van de Universiteit van Luik.
- 1890-1896: Charlemagne dictant les Capitulaires, in het provinciaal paleis te Luik.
- 1894: Portret van de Markies van Peralta, in het Museum voor Schone Kunsten (Luik)
- 1894: Portret van de Markiezin van Peralta, in het Museum voor Schone Kunsten (Luik).
- 1896: Portret van de Gravin van Clereinbault in het Museum voor Schone Kunsten (Luik).
- Attendant l'audience, privécollectie.
- La leçon de musique, privécollectie.
- L'homme au fusil, privécollectie.
- Hallebardiers jouant aux dés, Museum van Hoei.

## Trivia
- De straat Rue Emile Delperée te Hoei is naar hem genoemd.
- Delperée heeft in musea te Luik en Kortrijk gewerkt

- RKD-Nederlands Instituut voor Kunstgeschiedenis: 21806
- Union List of Artist Names: 500068768
- Virtual International Authority File: 96158612